# Erinaceusyllis cryptica
Erinaceusyllis cryptica is een borstelworm uit de familie Syllidae. De soort werd voor het eerst wetenschappelijk beschreven door Ben-Eliahu in 1977 als Sphaerosyllis cryptica.

## Kenmerken
Het lichaam van de worm bestaat uit een kop, een cilindrisch, gesegmenteerd lichaam en een staartstukje. De kop bestaat uit een prostomium (gedeelte voor de mondopening) en een peristomium (gedeelte rond de mond) en draagt gepaarde aanhangsels (palpen, antennen en cirri).